# مقاطعة راكيراكي، فيجي

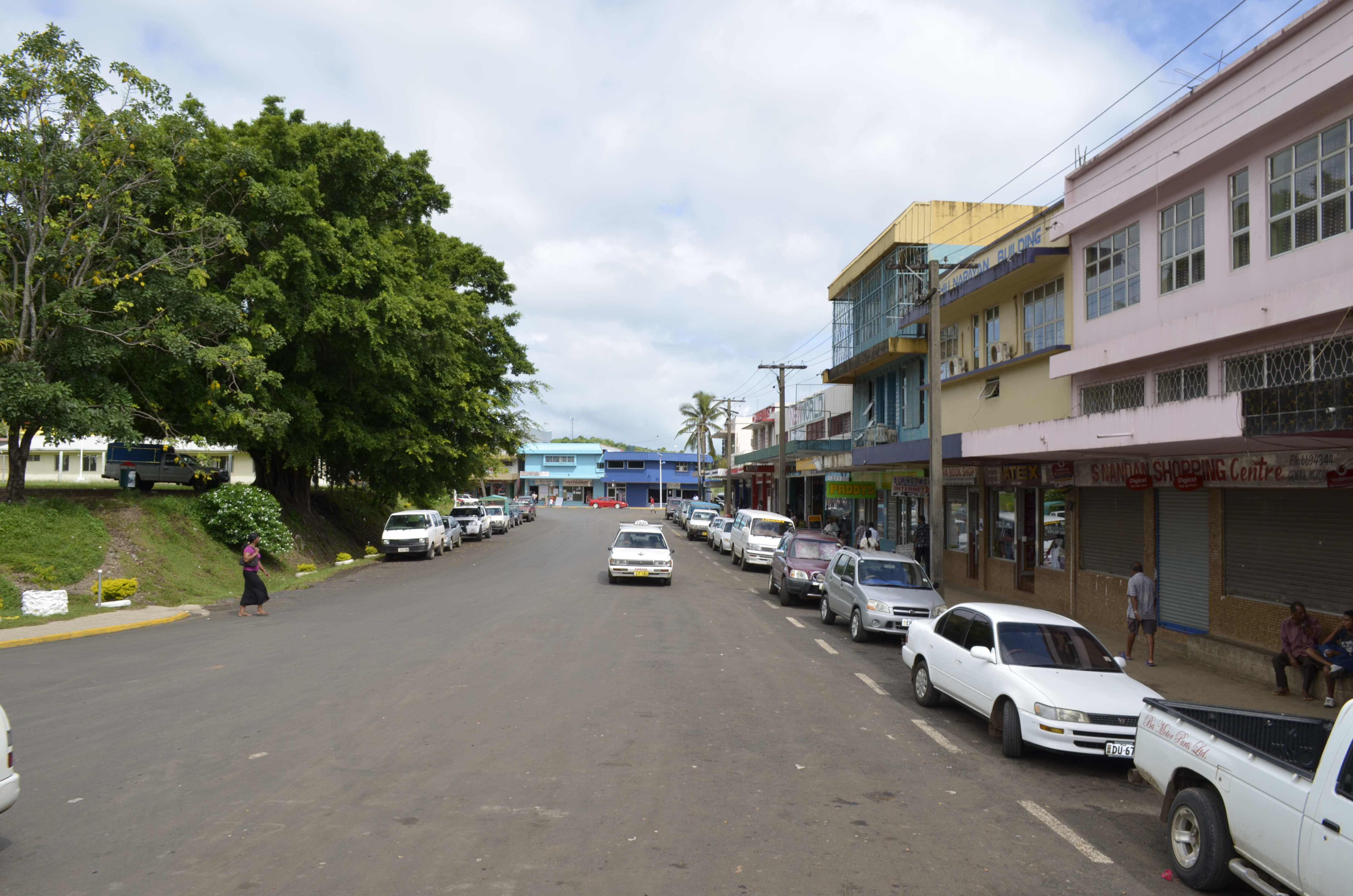
شارع في بلدة راكيراكي، المدينة الوحيدة في المنطقة

راكيراكي (بالإنجليزية: Rakiraki)‏ هي محافظة من محافظات فيجي، تقع في منتصف المسافة بين سوفا و نادي عند السفر على طول طريق الملوك، على الساحل الشمالي من فيتي ليفو، أكبر جزيرة بفيجي.
وفي تعداد عام 1996، بلغ عدد سكان منطقة راكيراكي 29,137 نسمة، منهم 15,325 في منطقة راكيراكي الصغرى. من هؤلاء، يعيش 3361 في فايلكا، المركز الحضري الرئيسي لراكيراكي. وأفادت صحيفة فيجي تايمز في 4 أكتوبر 2006 بأن أورايا واكا، رئيس هيئة الحكم المحلي في راكيراكي، دعا إلى أن تكون فايلكا مدرجة رسميا كمدينة من أجل اجتذاب الاستثمارات الحكومية. وأفيد بأن وزير الحكم المحلي والتنمية الحضرية تشايتانيا لاكشمان متعاطف مع الاقتراح.
نشأ العديد من السياسيين الفيجيين في هذه المنطقة، مثل صديق كويا، الذي دافع عن حقوق العمال الفيجيين. وكذلك توماسي فوتيلوفوني، ميلي بولوبولو، جوحي بانوف، سوباس تشاند، وجورج شيو راج. القرى الفيجية التقليدية في منطقة راكيراكي هي نامويمادا، نافولاو رقم 1، نافولاو رقم 2، نافوتوليفو، نافوافوا، مالاك و ناكوروكولا.

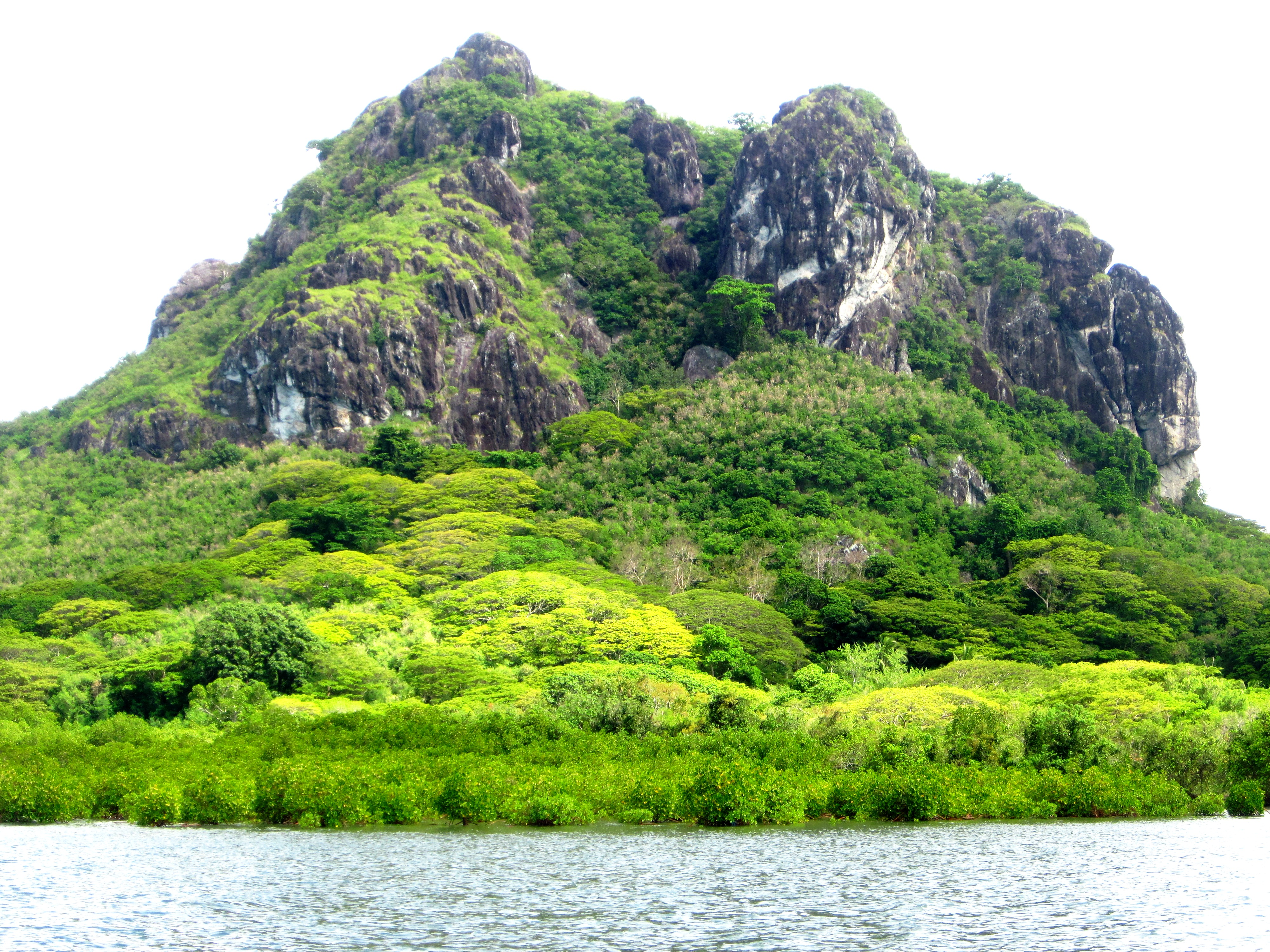
صخرة نافاتو (Navatu)